# Ciudadela San Martín
La Ciudadela San Martín es un conjunto compuesto por dos edificios en altura y un centro comercial situados en el centro de Bogotá. La torre Sur es de 1970 y la Norte, de la década de 1980. Esta última es el séptimo edificio más alto de la ciudad y el duodécimo más alto de Colombia.

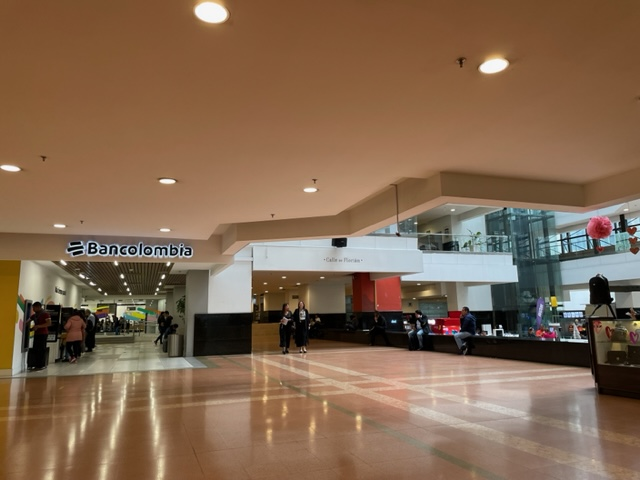
Centro Comercial San Martín ubicado en las primeras plantas de las torres

## Ubicación
La ciudadela se encuentra en el barrio San Martín, en el costado oriental de la carrera Séptima entre las calles 32 y 33 A. En sus inmediaciones se encuentran el Edificio Seguros Fénix y en sus alrededores están el parque nacional, el barrio La Macarena y el Museo Nacional.

## Arquitectura
Las torres que la componen comparten entre sí algunas semejanzas estilísticas, como el uso de ladrillo en sus fachadas. Pero también presentan diferencias notables.
La torre Sur tiene 40 pisos y mide 123 metros. Fue diseñada en los años 1960 por el arquitecto Fernando Martínez Sanabria e inaugurada en 1970 con el nombre de Caja de Sueldos de Reiro de la Policía, pues tenía como fin rentabilizar las inversiones de esa entidad. En un principio el edificio estaba destinado a apartamentos, pero pronto fue arrendado a la cadena Hilton, que abrió un hotel en 1972. Durante décadas, el inmueble adoptó el nombre de la marca y fue conocido como Hotel Hilton Bogotá.
La construcción de la torre Norte comenzó por su parte en 1980 y terminó en 1983. Con 47 pisos y 170 metros es más alta que la Sur y fue diseñada por la firma N.I. Ripinsky, que fue liquidada después de este proyecto.
En 2007 ambas torres fueron sometidas a un proceso de renovación. El mismo año abrió sus puertas el centro comercial San Martín, que cuenta con locales comerciales, plazoleta de comidas, gimnasio y un supermercado.